# SnRNA
snRNA, från Small nuclear ribonucleic acid, Uttalas ofta som "snurpar", är en form av små RNA-molekyler som bildas och återfinns i cellkärnan. De transkriberas av RNA polymeras II och RNA polymeras III, och är involverade i flera viktiga processer.
En viktig funktion för snRNA är att tillsammans med speciella proteiner att bilda spliceosomer, som katalyserar avspjälkningen av introner från omogna mRNA-transkript. De reglerar även olika transkriptionsfaktorer, samt underhåller telomererna.
En stor grupp av snRNA-molekylerna är så kallade snoRNA:er, small nucleolar RNAs. Dessa RNA-molekyler har en viktig funktion i RNA-styrd biogenes, och styr kemiska modifieringar på funktionella RNA:n, såsom ribosomalt RNA, rRNA.